# Fatych Szaripow
Fatych Zaripowicz Szaripow, tatar. Шәрипов Фатыйх Зариф улы, ros. Фатых Зарипович Шарипов (ur. 20 stycznia 1921 we wsi Bajriaki-Tamak w rejonie jutazińskim w Tatarstanie, zm. 29 czerwca 1995 w Petersburgu) – radziecki podpułkownik narodowości tatarskiej, Bohater Związku Radzieckiego (1944).

## Życiorys
Urodził się w rodzinie chłopskiej. Uczył się w szkole pedagogicznej w Bugulmie, pracował jako nauczyciel, w 1940 został powołany do Armii Czerwonej, w 1942 ukończył szkołę wojskową w Kazaniu. Od maja 1942 uczestniczył w wojnie z Niemcami kolejno na Froncie Zachodnim, Południowo-Zachodnim, Woroneskim i 1 Ukraińskim, dwukrotnie był ciężko ranny. Jako dowódca kompanii czołgów 398 batalionu czołgów 183 Brygady Pancernej 10 Korpusu Pancernego 40 Armii Frontu Woroneskiego wyróżnił się podczas bitwy o Dniepr i walkach na przyczółku bukrińskim, w nocy na 23 września 1943 zajmując wieś Bałyko-Szczuczinka w rejonie kaharłyckim, odpierając kontrataki wroga i niszcząc osobiście 3 czołgi przeciwnika. W 1946 ukończył Leningradzką Wyższą Oficerską Szkołę Wojsk Pancernych i Zmechanizowanych, później wykładała w szkołach wojskowych, w 1951 został zwolniony do rezerwy w stopniu podpułkownika.

## Odznaczenia
- Złota Gwiazda Bohatera Związku Radzieckiego (10 stycznia 1944[1])
- Order Lenina (10 stycznia 1944)
- Order Wojny Ojczyźnianej I klasy (11 marca 1985)
- Order Czerwonej Gwiazdy (dwukrotnie - 16 lipca 1943 i 30 sierpnia 1943)

I medale.